# シャキット!
『シャキット!』は、千葉テレビ（チバテレ）で2014年3月31日から2021年3月26日まで放送されていた地域情報番組である。7:30 - 7:58に「首都圏トライアングル」加盟局のテレビ埼玉、テレビ神奈川に同時ネットされていた（詳細後述）。

## 概要
1998年から2011年にかけて放送された『朝まるJUST』（以下、『朝まる』と表記）、2011年から2014年にかけて放送された『ハピはぴ・モーニング〜ハピモ〜』（以下、『ハピモ』と表記）に次ぐ、チバテレの朝の情報番組である。交通情報や県内ニュースなど、基本は『朝まる』『ハピモ』と同様であるが、当番組は30代から50代の女性をターゲットにした内容にリニューアルされる。
使用するスタジオは前番組と同じオープンスタジオで、ロゴが『ハピモ』から『シャキット!』に変更され、一部の配色も変わっており、スタッフも何人かが前番組から引き継がれている。
前番組ではエンディング終了後にCMという形で当番組の告知がなされていた。

## 『朝まる』『ハピモ』との比較

### 共通点
- 千葉県内ニュース、天気予報、交通情報などを定期的に伝えている。天気予報ではNAA提供による世界の天気も継続して放送されている。
- 基本的なコーナーは、『ハピモ』のものを引き継いでいる。
- 『朝まる』『ハピモ』同様に視聴者からの投稿コーナーがあり、日替わりでお題が変わるのも同様（他の首都圏トライアングル同時ネット番組では、『ごごたま』→『マチコミ』（テレビ埼玉）は週替わりのテーマで、テレビ神奈川は『ありがとッ!』は日替わりだったが、『猫のひたいほどワイド』では、日替わりのテーマは廃止されたが、視聴者からの投稿は継続されている）。
  - ただし、『朝まる』の「JUST賞」、『ハピモ』の「今日のハピハピ賞」のような懸賞は廃止された。
- 祝日は放送されない（この場合は、ちば美彩、日本ふるさと百景、温泉女子などの穴埋め番組を放送する）。
- 毎年7月の高校野球期間中、テレビ埼玉は『高校野球ダイジェスト』の前日分再放送を朝に放送するため、ネットしない。よってこの間は千葉テレビ放送・テレビ神奈川の2局ネットとなる。

### 相違点
- キャスターが2人制に戻った（「ハピモ」ではキャスターは基本的に1人制で、それを補助するナレーター（いわゆる天の声）「ハピボイス」がいた）。
- メインキャスターに男性陣が加わった。（「朝まるJUST」は女性同士2名のみで、男性キャスターはなかった。「ハピモ」では「ハピボイス」に男性ナレーターとして「あらさん」がいたが顔出しはしていない。）
- 交通情報が千葉県警交通管制センターのものから、JARTICの情報に変更されている（これは、TOKYO MXの『TOKYO MX NEWS』などでも使用されている）。
  - そのため、交通情報はMC（村田→平松・山口）が読み上げており、『朝まる』『ハピモ』に出演していた交通管制センターのアナウンス担当者（永野恭子など）は当番組に出演しない。
  - 交通情報は千葉ローカル枠のみとなった。
  - 『朝まる』『ハピモ』では「京葉道路を中心とした千葉県内高速道路」と「千葉県北西部から成田市吉岡（）[1]付近までを範囲とした一般道」の2枚だったが、当番組では「首都高速道路」、「関東広域の高速道路」、「千葉北西部」（松戸市や柏市などの東葛地域を中心とした一般道）、「千葉湾岸部」（市川市・船橋市・千葉市などのベイエリアを中心とした一般道）の4枚になっている。なお、高速道路の渋滞情報で読み上げられるのは、あくまで千葉県県域局の番組なので、京葉道路・東関東自動車道・常磐自動車道およびそれに接続する首都高速の路線がメインとなる。
  - 渋滞の距離は、kmの小数点第一位まで細かく紹介する（例：「松戸原木線上り 市川市北方（）十字路付近 渋滞1.1km」 などと紹介）
  - 一般道については、千葉北西部・千葉湾岸部ともに、複数渋滞が発生していても、それぞれ1箇所だけ紹介していたが、村田→平松・山口にMC変更になってからは、１km以上の渋滞を複数個所言うようになった。
- 番組開始時の挨拶や、天気予報終了時などにお約束の「シャキット!」のポーズがつくようになった。
- 『ハピモ』で放送されていたミニアニメの『セバタン』は、2016年2月26日まで当番組放送前の6:44と、実質的な番組終了後の7:57に放送された。
  - 6:44についてはミニアニメを2本放送。なお、千葉テレビの番組表やEPGには表示されておらず、TOKYO MXの『ごはんかいじゅうパップ』や『パンダのたぷたぷ』（『ハピモ』でかつて「キャッちば!」コーナー内アニメとして放送実績あり）と同様の手法である。
  - 7:57のほうはtvk・テレ玉にも同時ネットされており、『ハピモ』であった「セバタンのほしうらない」は時間を短縮し継続していたが、（『ハピモ』では、最後に1位と12位を残していたが、当番組は1位から6位、7位から12位を一気に紹介する形式）「セバタンじゃんけん」は番組当初から廃止され、「セバタンのほしうらない」のコーナーも2016年2月26日を以って終了となり、2月29日からは「シャキット！星占い」とリニューアルされキャラクターアイコンがなくなった。紹介方法は今までどおりである。

- 『ハピモ』にあった「ハピボイス」は存在しない。ニュースについてもハピモではハピボイスが担当していたが、当番組では女性MCが担当するため、『朝まる』の形式に戻ることになる。
- 毎日プレゼントコーナーが設けられるようになった（これまでは、首都圏トライアングル同時ネット番組では『ありがとッ!』（テレビ神奈川）のみであった）。

## 沿革
- 2014年3月31日：放送開始。
- 2014年9月29日：天気予報担当の曜日シャッフルを実施。首都圏トライアングル枠の「アサタメ!」と「シャキット!Info」の時間を交換。
- 2014年12月26日：番組初となる15分拡大スペシャルとして放送（6:30 - 8:00の放送）。台風による臨時放送を除けば、初の拡大版放送となる[2]。
- 2015年4月6日：この日から2018年3月までテレビ埼玉の『ごごたま』→『マチコミ』の放送時間が90分になったため、「首都圏トライアングル枠」該当枠の3番組中、1日あたりの放送時間が一番短い番組となっていた。（千葉テレビ：75分、テレビ埼玉：90分→75分、テレビ神奈川：120分→90分）。
- 2019年7月11日：この年から、高校野球期間中の6:30 - 7:25に『高校野球ダイジェスト』の前日分再放送を実施することになったため、当該期間は7:30 - 8:00の30分間に短縮放送。7:25 - 7:30には後述する世界の天気予報を単独放送。
- 2021年3月26日：7年間の放送に幕を閉じる。後継番組は、『ちば朝ライブ モーニングこんぱす』[3]。

## タイムテーブル
なお、日によって時刻は若干前後する。
前半43分は千葉テレビのみ放送
| 時刻    | 放送内容                                                    | 詳細                                                                      |
| ------- | ----------------------------------------------------------- | ------------------------------------------------------------------------- |
| 6:45    | オープニング～First Shot                                    |                                                                           |
| 6:45:30 | シャキット!川柳                                             | 本日のお題を紹介                                                          |
| 6:46    | シャキット!天気60秒                                         | 世界の天気のみNAA提供。                                                   |
| 6:48    | 県内ニュース                                                |                                                                           |
| 6:55    | 鉄道情報・道路情報                                          |                                                                           |
| 7:00    | シャキット!天気700                                          | 世界の天気のみNAA提供。                                                   |
| 7:03    | 地域Ban                                                     | 千葉日報提供。2019年3月29日までは、シャキット!天気枠で提供。。            |
| 7:05    | シャキット!Info                                             | 日によっては「bayfmInformation」や「千葉県Information」を挟む場合がある。 |
| 7:15    | NAAインフォメーション                                       |                                                                           |
| 7:16    | シャキット!天気サクっと                                     | この時間は千葉県内のピンポイント天気予報も伝える。                        |
| 7:18    | チバテレ週間ニュースランキング（月） 県内ニュース（火～金） |                                                                           |
| 7:22    | シャキット!川柳→この後のコーナー告知                        | 一旦番組は中締めし、後半の首都圏トライアングル枠につながる。              |

後半28分は千葉テレビ・テレビ埼玉・テレビ神奈川3局ネット
| 時刻    | 放送内容                           | 詳細 |
| ------- | ---------------------------------- | --- |
| 7:30    | 首都圏トライアングル同時ネット開始 | トライアングル枠用として「シャキット!」のタイトル。MCがtvk・テレ玉視聴者向けに再度挨拶する。 |
| 7:30:30 | First Shot                         | |
| 7:32    | シャキット!天気                    | この時間のみ、世界の天気はない。首都圏トライアングルが所属する千葉県・神奈川県・埼玉県、およびチバテレの視聴可能範囲内である東京都・茨城県の1都4県から、それぞれ5箇所の天気を伝える。 天気予報終了後に「+1」として、天気予報担当によるミニ情報を披露するコーナーがある。 |
| 7:36    | 朝からプレゼント アサプレ          | |
| 7:37    | シャキット!川柳                    | 神奈川・埼玉向けに、本日のお題を改めて紹介。 |
| 7:38    | シャキット!Info                    | 日によっては、幕張メッセイベント情報を挟むことがある。 |
| 7:45    | シャキット!天気                    | この時間は関東地方の天気を、鴨川シーワールドの背景画像とともに放送する。 （これは、『朝まる』『ハピモ』でも首都圏トライアングル枠で行われていたもの。） 関東地方の天気終了後に、NAA提供の世界の天気を放送。                                                              |
| 7:48    | シャキット!Info                    | |
| 7:54    | シャキット!川柳                    | 投稿を3通程度紹介したのち、明日のお題を発表する。 |
| 7:55    | エンディング                       | ここでスタッフロールが流れ、オープンスタジオからはお別れとなる。 |
| 7:56    | シャキット!星占い                  | 占いが表示される。占いはMCが読み上げる。実質的には7:58までの放送である。（2016年2月29日-）※「セバタンのほしうらない」ミニアニメを1本放送後に占いが表示されていた。（2014年3月31日-2016年2月26日）                                                                        |

## 主なコーナー

### 千葉ローカル枠・首都圏トライアングル枠両方のコーナー
- First Shot
番組冒頭および首都圏トライアングルネット開始最初のコーナー。千葉県内を撮影した写真や、季節の映像が紹介される。
- シャキット!天気
前番組同様の天気予報コーナー。『ハピモ』同様に、時間帯によっては千葉日報のスポンサーがついたり、NAA提供による世界の天気予報が放送される。
- シャキット!川柳
視聴者からの投稿を募集するコーナー。本番組の前々番組の『朝まるJUST』内の「朝まる川柳」以来約8年ぶりの復活。
- シャキット!Info
旬の話題や生活情報などを取り上げるコーナー。

### 千葉ローカル枠のコーナー
- 道路情報・鉄道情報
前述のとおり、道路情報はJARTICの情報を用い、MCが読み上げる。鉄道情報は開始当初はなかったが、2014年6月頃より行うようになっている。当初は千葉県内の鉄道情報をお伝えしていたが、現在は範囲を広げて南関東の鉄道情報をお伝えしている。最新の鉄道情報が入った場合は番組内で随時お伝えする。
- 県内ニュース
『ハピモ』同様、千葉県内のニュースを放送する。
- シャキット!Bookshelf （月曜日）
最新のベストセラーやオススメ本を紹介するコーナー。三省堂そごう千葉店の週間ランキングも発表する。コーナー開始当初は火曜日に放送していた。
- ちば素人旅　平松発見伝（不定期放送） 
愛知県出身の平松伴康が千葉シロウトの目線で大冒険。少年に帰って気になる生き物や文化など千葉のあれこれを発見。
- MASATAKA Research（不定期放送） 
山口真孝がソフトな語り口と細やかな気配りで今はやっている千葉のコトやモノの裏の裏まで徹底リサーチ。
- 地域Ban
千葉日報の新聞記事を紹介するコーナーで、『朝まる』『ハピモ』にはなかった新たなコーナーである。開始当初は一般紙の千葉県版・東葛版も扱っていたが、現在は千葉日報のみである。
なお、『猫のひたいほどワイド』・『マチコミ』では、それぞれ神奈川新聞・埼玉新聞の記事を紹介するコーナーが、それぞれの首都圏トライアングル枠のオープニングコーナーで行われているが、当番組では千葉ローカルでの放送のため異なっている。
- ガスでおいしく♪シャキット!クッキング（水曜日）
毎週１つのレシピを紹介するコーナー。京葉ガス市川料理教室にて収録。京葉ガスのマスコットキャラクター「がすたん」も登場する。
- bayfm Information（水曜日）
『朝まる』『ハピモ』でも不定期に行われていた、bayfmの公開収録の案内など。
- 千葉県Information
『朝まる』『ハピモ』でも不定期に行われていた、千葉県の行政に関する案内など。
- NAAインフォメーション
『朝まる』『ハピモ』でも行われていた、成田空港内のイベント・ショップ案内。
- あびこナビ（不定期）
月1・2回程度我孫子市の情報をお送りする。
- 閑鑑館〜KAN KAN KAN〜（不定期）
「閑か（しずか）に鑑賞できる館」と銘打ち、さまざまな史跡などを芸術担当の「アー子」（女性アナ）と社会科担当の「シャカ丸」（男性アナ）のキャラクターが登場し紹介する。

### 首都圏トライアングル枠のコーナー
- 朝からプレゼント アサプレ
当番組で新設された、視聴者へのプレゼントコーナー。プレゼントは原則週替わり。
- レッツ!マヨササイズ（月曜日）
元タカラジェンヌの天霧真世による楽しいエクササイズを紹介するコーナー。日によってはMCの２人も一緒にエクササイズをやる。コーナー開始当初は千葉ローカル枠で放送していた。
- 幕張メッセイベント情報（木曜日「ただし、木曜日が祝日の場合は別の曜日に放送」）
『朝まる』『ハピモ』でも不定期に行われていた、幕張メッセでこれから行われる予定のイベント案内。
- はなわのシャカリキ!（金曜日「不定期」）
はなわと小坂井祐莉絵が、ある1つの企業を紹介してリポートするコーナー。以前は単独で30分番組でお送りしたが、2019年6月28日から「シャキット!」の中でお送りする。コーナーの最後には、はなわが実際に見て聞いて感じたことをオリジナルの“社歌”としてお伝えする。

## 放送時間
いずれもJSTである。
- 平日 6:45 - 7:28 7:30 - 7:58
  - テレビ埼玉・テレビ神奈川は後半28分のみ（7:30 - 7:58）の放送。千葉テレビの番組表やEPGでは首都圏トライアングルパートを『シャキット!NET』と表記している。
  - 『ハピモ』は6:30 - 8:00であったが、15分短縮されている。
※短縮した15分間の6:30 - 6:45は『チュバチュバワンダーランド』を放送。
※災害時など臨時ニュースがある場合は、6:30 - 8:00の放送となる[6]。
  - 祝日と重なる場合は全編休止となる。ただ、2019年4月30日 - 5月2日は祝休日ではあった[7]が休止せずに放送された。
  - 2019年より、高校野球期間（概ね7月中旬 - 下旬）は7:30 - 8:00の30分間のみ放送。当該時間は千葉テレビとテレビ神奈川で放送。

## 出演者一覧

### MC
- 月曜日~水曜日：平松伴康（2017年4月3日 - 2021年3月24日）
- 木曜日・金曜日：山口真孝（2017年4月6日 - 2021年3月26日 ）
2017年10月4日からは、水曜日「シャキット!クッキング」の3代目アシスタントも担当。
- 月曜日・火曜日：佐田志歩（2019年9月30日 - 2021年3月23日 ）
MC就任前にもリポーターとして登場したことがある。2019年6月25日放送など。
2020年11月22日からは西谷綾子の産休代役として、毎月第4日曜の夜に『Rising Reysol』に出演するため、日曜夜・月曜早朝・火曜早朝と連続してチバテレ生出演となる。
- 水曜日：小尾渚沙（2019年10月2日 - 2021年3月24日 ）
- 木曜日・金曜日：岡田ゆり子（2019年10月3日 - 2021年3月26日 ）

| 期間                          | 男性            | 男性           | 女性           | 女性       | 女性           |
| 期間                          | 月曜日 - 水曜日 | 木曜日・金曜日 | 月曜日・火曜日 | 水曜日     | 木曜日・金曜日 |
| ----------------------------- | --------------- | -------------- | -------------- | ---------- | -------------- |
| 2014年3月31日 - 2015年3月27日 | 村田智宏        | 村田智宏       | 岡部玲子       | 岡部玲子   | 田野辺実鈴     |
| 2015年3月30日 - 2016年4月1日  | 村田智宏        | 村田智宏       | 岡部玲子       | 田野辺実鈴 | 田野辺実鈴     |
| 2016年4月4日 - 2017年3月31日  | 村田智宏        | 村田智宏       | 山崎彩         | 田野辺実鈴 | 田野辺実鈴     |
| 2017年4月3日 - 2019年9月27日  | 平松伴康        | 山口真孝       | 田野辺実鈴     | 田野辺実鈴 | 田野辺実鈴     |
| 2019年9月30日 - 2021年3月26日 | 平松伴康        | 山口真孝       | 佐田志歩       | 小尾渚沙   | 岡田ゆり子     |

### コーナー担当
- 全曜日：佐竹綾（気象予報士）（シャキット!天気、シャキット!川柳）（2020年4月1日 - 2021年3月26日）
2020年4月1日-4月10日までは、水曜日・木曜日・金曜日の担当、2020年4月13日-6月24日までは、月曜日・火曜日・水曜日の担当であった。
- 月曜日：天霧真世（マヨササイズ）（2014年3月31日 - 2021年3月22日 ）
- 水曜日：土井かおる（シャキット!クッキング）（2014年4月2日 - 2021年3月24日 ）
- 金曜日：はなわ（はなわのシャカリキ!）（2019年6月28日 - ）
- 金曜日：小坂井祐莉絵（はなわのシャカリキ!）（2019年6月28日 - ）

#### 過去の出演者
- 月曜日・火曜日：岡部玲子（2014年3月31日 - 2016年3月29日）
2015年3月までは、水曜日も担当していた。
- 全曜日：村田智宏（2014年3月31日 -2017年3月31日） 
村田は、放送初回当日の2014年3月31日時点では専門学校東京アナウンス学院アナウンス科2年生であり、その日付けで卒業してのMC就任である[8]。現在はオフィスキイワードに所属。
チバテレでは当番組のほか、『ジェンガの達人 ジェンガール』『オムニボットの挑戦!!』のMCも担当していた。
- 月曜日・火曜日：山崎彩（2016年4月4日 - 2017年3月31日）
2010年3月まで出演した『朝まるJUST』以来、6年ぶりにチバテレの朝の番組に復帰。
- 水曜日・木曜日・金曜日：池田未来（気象予報士）（シャキット!天気、シャキット!VOICE）（2017年4月3日 - 2019年3月29日）
2017年4月3日-2018年4月6日までは、全曜日の担当であった。
- 全曜日：田野辺実鈴（2014年4月3日 - 2019年9月27日）
2014年4月-2015年3月までは、木曜日・金曜日の担当、2015年4月-2017年3月までは、水曜日・木曜日・金曜日の担当であった。
- 水曜日・木曜日・金曜日：竹下愛実（気象予報士）（シャキット!天気、シャキット!川柳）（2018年4月9日 - 2020年3月27日）
2018年4月9日-2019年3月29日までは、月曜日・火曜日の担当であった。
- 月曜日・火曜日：山田泰葉（シャキット!天気、シャキット!川柳）（2019年4月1日 - 2020年5月25日）
2014年3月まで出演した『ハピモ』で毎週金曜日のお天気担当以来、約5年ぶりにチバテレの朝の番組に復帰。2020年4月10日放送以降番組出演を見合わせたが、2020年5月25日放送にVTR出演し、番組卒業を発表した。
- 木曜日・金曜日：新宮志歩（シャキット!天気、シャキット!川柳）（2020年4月16日 - 6月26日）

下記の5人とも2014年4月 - 2015年3月まで担当。
- 月曜日：郡司香織
2014年4月-9月は火曜日を担当。
2014年5月27日放送では、岡部が欠席のためMCも兼任。
- 火曜日：須貝茉彩
2014年4月-9月は金曜日を担当。
2014年9月までは月曜日の中山アナウンサー不在時に代役として出演することがある。その他、病欠などによる他の曜日の代役出演あり。
- 水曜日：上林英代
- 木曜日：大住真梨子
- 金曜日：中山京子（元チバテレアナウンサー）
2014年4月-9月は月曜日を担当。
2014年4月よりあいテレビから移籍。当番組は2014年4月21日より出演で、それまでの3週間は須貝が代役で担当した。
2014年7月は深夜帯に『高校野球ダイジェスト』に出演するほか、高校野球の取材をするため休み。この間についても別のコーナー担当が代役を務める。

下記の3人とも2015年4月（厳密には、3月30日） - 2016年3月まで担当。
- 月曜日・火曜日：木村美菜
2015年9月までは水曜日・木曜日
- 水曜日・木曜日：丸山裕理
2015年9月までは月曜日・火曜日
- 金曜日：村山絢香（元チバテレアナウンサー）
2015年4月よりNHK盛岡放送局から移籍。千葉県内各地からの中継という形で出演。

下記の5人とも2016年4月 - 2017年3月まで担当。
- 月曜日：荒井沙織
- 火曜日：松本由香子
- 水曜日：戸室穂美
- 木曜日：黒澤詩音
2020年7月28日火曜日の首都圏トライアングル枠で「ジェフ千葉応援番組『WIN BY ALL!』」のMCとして、番組卒業以来約3年4ヶ月ぶりにゲスト出演。
- 金曜日：刈川杏奈
月曜日-木曜日はスタジオ出演。金曜日は千葉県内各地からの中継という形で出演。刈川は2017年3月31日放送は出演最後の日にスタジオ初出演。

| 期間                          | 月曜日   | 火曜日     | 水曜日   | 木曜日     | 金曜日   |
| ----------------------------- | -------- | ---------- | -------- | ---------- | -------- |
| 2014年3月31日 - 9月26日       | 中山京子 | 郡司香織   | 上林英代 | 大住真梨子 | 須貝茉彩 |
| 2014年9月29日 - 2015年3月27日 | 郡司香織 | 須貝茉彩   | 上林英代 | 大住真梨子 | 中山京子 |
| 2015年3月30日 - 9月25日       | 丸山裕理 | 丸山裕理   | 木村美菜 | 木村美菜   | 村山絢香 |
| 2015年9月28日 - 2016年4月1日  | 木村美菜 | 木村美菜   | 丸山裕理 | 丸山裕理   | 村山絢香 |
| 2016年4月4日 - 2017年3月31日  | 荒井沙織 | 松本由香子 | 戸室穂美 | 黒澤詩音   | 刈川杏奈 |
| 2017年4月3日 - 2018年4月6日   | 池田未来 | 池田未来   | 池田未来 | 池田未来   | 池田未来 |
| 2018年4月9日 - 2019年3月29日  | 竹下愛実 | 竹下愛実   | 池田未来 | 池田未来   | 池田未来 |
| 2019年4月1日 - 2020年3月27日  | 山田泰葉 | 山田泰葉   | 竹下愛実 | 竹下愛実   | 竹下愛実 |
| 2020年3月30日 - 2020年4月10日 | 山田泰葉 | 山田泰葉   | 佐竹綾   | 佐竹綾     | 佐竹綾   |
| 2020年4月13日 - 2020年6月26日 | 佐竹綾   | 佐竹綾     | 佐竹綾   | 新宮志歩   | 新宮志歩 |
| 2020年6月29日 - 2021年3月26日 | 佐竹綾   | 佐竹綾     | 佐竹綾   | 佐竹綾     | 佐竹綾   |

### その他出演者
- 田中美和子（月1回の「Big-Aインフォメーション」担当） - 『ハピモ』でも同じコーナーに出演しており、唯一前番組から引き続きレギュラー出演している。ただし前述のとおり、2016年4月からは「Big-Aインフォメーション」が『マチコミ』での放送になったため、当番組には現在出演していない。
- 滝口幸広（水曜日「シャキット!クッキング」2代目アシスタント）（2015年4月1日 - 2017年9月27日）
- 水越祐一（気象予報士）（シャキット!天気、シャキット!VOICE） - 池田未来の代理として2018年9月まで数回出演。
- どぶろっく（金曜日「もしかしてリポート」）（2016年11月4日 - 2018年12月21日）
- 安堂サオリ（金曜日「もしかしてリポート」）（2016年11月4日 - 2018年12月21日）
- 宇野日和（気象予報士）（シャキット!天気、シャキット!VOICE） - 佐竹綾の代理として2021年2月に出演。

## ネット局
| 放送対象地域 | 放送局                                            | 系列                            | 放送曜日・時間               | 備考                                                                                      |
| ------------ | ------------------------------------------------- | ------------------------------- | ---------------------------- | ----------------------------------------------------------------------------------------- |
| 千葉県       | 千葉テレビ（チバテレ、CTC） 『シャキット!』制作局 | 独立協 （首都圏トライアングル） | 平日 6:45 - 7:28 7:30 - 7:58 | 災害発生時などは6:30 - 8:00の放送となる 2019年以降、高校野球期間は7:30 - 8:00の放送となる |
| 神奈川県     | テレビ神奈川（tvk）                               | 独立協 （首都圏トライアングル） | 平日 7:30 - 7:58             |                                                                                           |
| 埼玉県       | テレビ埼玉（テレ玉、TVS）                         | 独立協 （首都圏トライアングル） | 平日 7:30 - 7:58             | 毎年7月の高校野球期間はネット取りやめ                                                     |